# Natação nos Jogos Olímpicos de Verão de 2012 - 400 m livre masculino

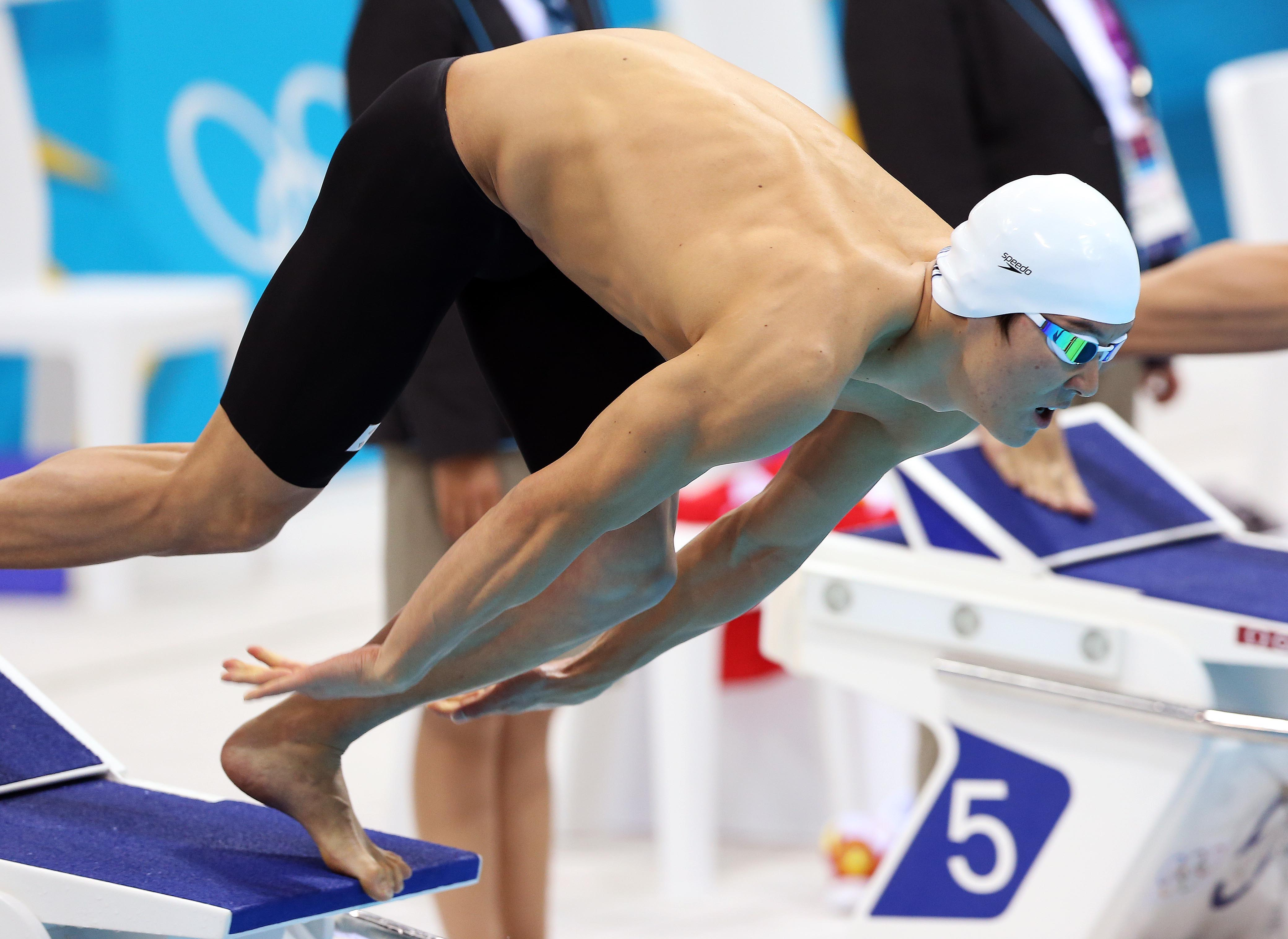
Park Tae-Hwan conquistou a medalha de prata no evento.

A competição dos 400 metros livre masculino da natação nos Jogos Olímpicos de Verão de 2012 foi disputada no dia 28 de julho no Centro Aquático de Londres.

## Medalhistas
| Ouro   | CHN Sun Yang         |
| Prata  | KOR Park Tae-hwan    |
| Bronze | USA Peter Vanderkaay |

## Recordes
Antes desta competição, os recordes mundiais e olímpicos da prova eram os seguintes:
| Tipo | Atleta          | Tempo   | Local  | Data                   |
| ---- | --------------- | ------- | ------ | ---------------------- |
|      | Paul Biedermann | 3:40.07 | Roma   | 26 de julho de 2009    |
|      | Ian Thorpe      | 3:40.59 | Sydney | 16 de setembro de 2000 |

Os seguintes recordes mundiais ou olímpicos foram estabelecidos durante esta competição:
| Data        | Evento | Atleta       | Tempo   | Notas            |
| ----------- | ------ | ------------ | ------- | ---------------- |
| 28 de julho | Final  | CHN Sun Yang | 3:40.14 | Recorde olímpico |

## Resultados

### Eliminatórias
| Pos. | Elim. | Raia | Nadador                | CON                | Tempo   | Notas |
| ---- | ----- | ---- | ---------------------- | ------------------ | ------- | ----- |
| 1    | 4     | 4    | Sun Yang               | CHN China          | 3:45.07 | Q     |
| 2    | 4     | 5    | Peter Vanderkaay       | USA Estados Unidos | 3:45.80 | Q     |
| 3    | 4     | 7    | Conor Dwyer            | USA Estados Unidos | 3:46.24 | Q     |
| 4    | 3     | 4    | Park Tae-Hwan          | KOR Coreia do Sul  | 3:46.68 | Q     |
| 5    | 3     | 2    | Gergő Kis              | HUN Hungria        | 3:46.77 | Q     |
| 6    | 4     | 3    | Hao Yun                | CHN China          | 3:46.88 | Q     |
| 7    | 3     | 5    | Ryan Napoleon          | AUS Austrália      | 3:47.01 | Q     |
| 8    | 3     | 6    | David Carry            | GBR Grã-Bretanha   | 3:47.25 | Q     |
| 9    | 2     | 5    | Ryan Cochrane          | CAN Canadá         | 3:47.26 |       |
| 10   | 4     | 6    | Pál Joensen            | DEN Dinamarca      | 3:47.36 |       |
| 11   | 2     | 3    | Robert Renwick         | GBR Grã-Bretanha   | 3:47.44 |       |
| 12   | 2     | 6    | Mads Glæsner           | DEN Dinamarca      | 3:48.27 |       |
| 13   | 2     | 4    | Paul Biedermann        | GER Alemanha       | 3:48.50 |       |
| 14   | 3     | 3    | David McKeon           | AUS Austrália      | 3:48.57 |       |
| 15   | 2     | 2    | Matthew Stanley        | NZL Nova Zelândia  | 3:49.44 |       |
| 16   | 4     | 8    | Cristian Quintero      | VEN Venezuela      | 3:50.44 |       |
| 17   | 3     | 1    | Sergiy Frolov          | UKR Ucrânia        | 3:50.63 |       |
| 18   | 4     | 2    | Samuel Pizzetti        | ITA Itália         | 3:50.93 |       |
| 19   | 4     | 1    | Dominik Meichtry       | SUI Suíça          | 3:51.34 |       |
| 20   | 2     | 7    | Egor Degtyarev         | RUS Rússia         | 3:52.33 |       |
| 21   | 1     | 4    | Mateusz Sawrymowicz    | POL Polônia        | 3:53.33 |       |
| 22   | 3     | 8    | Matias Koski           | FIN Finlândia      | 3:54.96 |       |
| 23   | 2     | 8    | Đorđe Marković         | SRB Sérvia         | 3:55.35 |       |
| 24   | 2     | 1    | Juan Pereyra           | ARG Argentina      | 3:56.76 |       |
| 25   | 3     | 7    | Heerden Herman         | RSA África do Sul  | 3:57.28 |       |
| 26   | 1     | 5    | Mateo de Angulo        | COL Colômbia       | 3:57.76 |       |
| 27   | 1     | 6    | Ahmed Gebrel           | PLE Palestina      | 4:08.51 |       |
| 28   | 1     | 3    | Allan Gutiérrez Castro | HON Honduras       | 4:09.10 |       |

### Final
| Pos.              | Raia | Nadador          | CON                | Tempo   | Notas |
| ----------------- | ---- | ---------------- | ------------------ | ------- | ----- |
| Medalha de ouro   | 4    | Sun Yang         | CHN China          | 3:40.14 | ,     |
| Medalha de prata  | 6    | Park Tae-Hwan    | KOR Coreia do Sul  | 3:42.06 |       |
| Medalha de bronze | 5    | Peter Vanderkaay | USA Estados Unidos | 3:44.69 |       |
| 4                 | 7    | Hao Yun          | CHN China          | 3:46.02 |       |
| 5                 | 3    | Conor Dwyer      | USA Estados Unidos | 3:46.39 |       |
| 6                 | 2    | Gergő Kis        | HUN Hungria        | 3:47.03 |       |
| 7                 | 8    | David Carry      | GBR Grã-Bretanha   | 3:48.62 |       |
| 8                 | 1    | Ryan Napoleon    | AUS Austrália      | 3:49.25 |       |

Legenda
| Recorde mundial      | Recorde mundial (World record)               |                       | Recorde africano                      | Recorde africano (African) |                                           | Q | Classificado por posição (Qualified) |
| Recorde olímpico     | Recorde olímpico (Olympic record)            | Recorde da América    | Recorde da América (Americas)         | q                          | Classificado por melhor tempo (Qualified) |   |                                      |
| Melhor marca do ano  | Melhor marca do ano (World leading)          | Recorde asiático      | Recorde asiático (Asian)              | DNS                        | Não largou (Did not start)                |   |                                      |
| Recorde nacional     | Recorde nacional (National record)           | Recorde europeu       | Recorde europeu (European)            | DNF                        | Não terminou (Did not finish)             |   |                                      |
| Recorde pessoal      | Recorde pessoal do atleta (Personal best)    | Recorde da Oceania    | Recorde da Oceania (Oceania)          | DSQ / DQ                   | Desclassificado (Disqualified)            |   |                                      |
| Recorde da temporada | Recorde da temporada do atleta (Season best) | Recorde sul-americano | Recorde sul-americano (South America) | NM                         | Sem marca (No mark)                       |   |                                      |